# Krivelj
Krivelj (en serbe cyrillique : Кривељ) est une localité de Serbie située dans la municipalité de Bor, district de Bor. Au recensement de 2011, elle comptait 1 056 habitants.
Krivelj, encore appelé Veliki Krivelj, est officiellement classé parmi les villages de Serbie.

## Démographie

### Évolution historique de la population
| 1948  | 1953  | 1961  | 1971  | 1981  | 1991  | 2002  | 2011  |
| ----- | ----- | ----- | ----- | ----- | ----- | ----- | ----- |
| 2 856 | 2 741 | 2 858 | 3 137 | 2 026 | 1 586 | 1 316 | 1 056 |

|  |

## Économie
Près de Krivelj se trouve une des plus importantes mines de cuivre d'Europe. La mine est exploitée par la société RBB, une filiale du groupe RTB Bor.